# 奥马尔·马尔穆什
奥马尔·哈立德·穆罕默德·阿布德·萨拉·马尔穆什（阿拉伯语：عمر خالد محمد عبد السلا مرموش，1999年2月7日—）是一位埃及足球运动员，現效力於英超俱樂部曼城，并代表埃及国家队参加国际比赛，于场上司职前锋。

## 足球生涯

### 俱乐部生涯
马尔穆什曾效力于埃及超级联赛俱乐部瓦迪德格拉的各级梯队直至18岁，并在2016年7月8日以3比2战胜亚历山大伊蒂哈德的比赛中替补出场，完成了职业生涯首秀。他共代表瓦迪德格拉一线队出场16次，射入2球。2017年夏天，马尔穆什转投德甲俱乐部沃尔夫斯堡，签订了一份有效期至2020年6月届满的合同。由于他的职业经验，这名前锋得以立即跟随沃尔夫斯堡二队参加地区联赛，同时也为俱乐部的U-19梯队出场3次。2019年春天，马尔穆什带领二队以北部冠军身份入围德丙升级附加赛，但他们在对阵巴伐利亚冠军拜仁慕尼黑二队的比赛中铩羽而归。
截至2020年3月，马尔穆什在2019-20赛季的15场地区联赛中射入9球并有2次助攻，直到因新冠肺炎疫情而停赛。时任俱乐部主教练的奥利弗·格拉斯纳遂将他召入一线队大名单，并于5月26日客场以4比1战胜拜耳勒沃库森的比赛中于末段替补亮相，完成德甲首秀。这是自2005年1月首次为云达不来梅效力以来，第2位亮相德国顶级联赛的埃及球员。这名攻击手随后又获得了短暂的出场机会，并在赛季结束前不久获续约至2023年6月。2020年8月5日，马尔穆什在当季欧洲联赛十六强对阵顿涅茨克矿工的比赛中首次亮相欧洲赛场队，却以0比3不敌对手（总部分1比5）。由于在2020-21赛季德甲前14轮比赛中仅替补出场一次，他于2021年1月初被租借至面临降级为危险的德乙球队圣保利直至赛季结束。在时任主教练蒂莫·舒尔茨的带领下，马尔穆什共取得21次德乙出场机会，其中19次首发，并射入7球。凭借他的出色表现，圣保利成为赛季后半程表现第四好的球队，并稳居中游结束了赛季。
马尔穆什于2021-22赛季返回沃尔夫斯堡。但在新任主教练马克·范博梅尔治下，他仅获得两次替补登场机会，便于第4轮比赛前被租借至联赛竞争对手斯图加特直至赛季结束。在代表施瓦本球队出场21次并射入3球的突破性表现后，马尔穆什于2022-23赛季回到沃尔夫斯堡，并被授予33号球衣。在新任主教练尼科·科瓦奇的带领下，他几乎参加了赛季的每场比赛，总能在首发和替补之间交替登场。2022年7月30日，马尔穆什在德国足协杯第一圈对阵卡尔蔡司耶拿的比赛中射入代表母队的首球。10月1日，他又在以3-2战胜前租借俱乐部斯图加特的比赛中射入效力沃尔夫斯堡以来的德甲首球。尽管进行过“公开和诚实的讨论”，但依然未能就续约达成一致，因此马尔穆什在季末合同到期时离开了俱乐部。
2023年5月15日，马尔穆什宣布将在2023-24赛季以自由转会的方式加盟和睦法兰克福，并身披7号球衣。他签订了一份期至2027年6月30日届满的合同。2023年8月13日，马尔穆什在德国足协杯第一圈以7比0战胜莱比锡火车头的比赛中射入了自己在法兰克福的首球。2023年8月27日，他在1比1战平美因茨05的比赛中射入代表新东家的德甲首球。9月21日，这位攻击手在当季欧洲协会联赛以2比1战胜阿伯丁的比赛中又通过点球射入了自己在欧洲赛场的首球。马尔穆什的处子赛季非常出色，在各项比赛中出场37次，射入16球。凭借在法兰克福的出色表现，他吸引了阿森纳、利物浦、纽卡斯尔和托特纳姆热刺等英超俱乐部的关注。

### 国家队生涯
马尔穆什入选了埃及U-20国家队参加2017年非洲U-20足球锦标赛的大名单。他在赛事中出场两次，惟埃及在分组赛中即遭淘汰。
马尔穆什本有资格代表加拿大效力，但随后于2021年10月决定加入埃及成年组国家队。他于同年10月8日首次代表埃及国家队出场，并在1比0战胜利比亚的世预赛中射入全场唯一进球。2021年12月29日，马尔穆什入选埃及参加2021年非洲足球锦标赛的28人大名单。他参加了全部三场分组赛以及四场淘汰赛，最终埃及队在决赛中通过点球大战以2比4不敌塞内加尔。
2022年3月19日，马尔穆什入选埃及队备战2022年世界预选赛第三圈对阵塞内加尔的比赛。他参加了主、客场的两场比赛，但埃及队在点球大战中以1比3落败，无缘世界杯。9月27日，马尔穆什在对阵利比里亚的友谊赛中射入全场首球，帮助埃及队以3比0获胜。
2023年3月24日，马尔穆什在2023年非洲足球锦标赛预选赛期间以2比0战胜马拉维的比赛中射入全场第二球。四天后，他在客场以4比0战胜同一对手的比赛中再度取得进球。至2023年非洲足球锦标赛中，马尔穆什在2比2战平加纳的比赛中射入扳平比分的进球，帮助埃及队晋级十六强。

#### 国家队入球
| # | 日期          | 场地                                         | 对手     | 入球 | 比分 | 赛事               |
| - | ------------- | -------------------------------------------- | -------- | ---- | ---- | ------------------ |
| 1 | 2021年10月8日 | 埃及阿拉伯堡，阿拉伯堡体育场                 | 利比亞   | 1–0  | 1–0  | 2022年世界杯预选赛 |
| 2 | 2022年9月27日 | 埃及阿拉伯堡，阿拉伯堡体育场                 | 利比里亚 | 1–0  | 3–0  | 友谊赛             |
| 3 | 2023年3月24日 | 埃及开罗，6月30日体育场                      | 马拉维   | 2–0  | 2–0  | 2023年非洲杯预选赛 |
| 4 | 2023年3月28日 | 马拉维利隆圭，宾古国家体育场                 | 马拉维   | 2–0  | 4–0  | 2023年非洲杯预选赛 |
| 5 | 2024年1月18日 | 科特迪瓦阿比让，费利克斯·乌弗埃-博瓦尼体育场 |          | 2–2  | 2–2  | 2023年非洲杯       |
| 6 | 2024年9月6日  | 埃及开罗，开罗国际体育场                     |          | 2–0  | 3–0  | 2025年非洲杯预选赛 |

## 榮譽
沃尔夫斯堡二队
- 德国足球北部地区联赛冠军：2019年[23]

### 國家隊
埃及國家隊
- 非洲足球锦标赛亚军：2021年[24]

### 个人
- 德甲月度最佳球员：2024年9月[25]
- 德甲月度最佳新秀：2021年9月、2022年3月[26]

## 个人生活
除了埃及国籍之外，马尔穆什还拥有加拿大国籍，因为其父母是埃及裔加拿大人，他们在加拿大生活了六年，之后定居开罗。马尔穆什在开罗长大，并在瓦迪德格拉青训营开始踢足球。